# Giải thưởng Hàn lâm nhạc đồng quê
Giải thưởng Hàn lâm nhạc đồng quê, còn được gọi là ACM Awards, được tổ chức lần đầu tiên vào năm 1966, nhằm tôn vinh những thành tựu của ngành trong năm trước đó. Đó là chương trình giải thưởng âm nhạc đồng quê đầu tiên do một tổ chức lớn đứng ra tổ chức. Chiếc cúp "chiếc mũ" đặc trưng của học viện được tạo ra lần đầu tiên vào năm 1968. Giải thưởng được truyền hình lần đầu tiên vào năm 1972 trên kênh ABC. Năm 1979, học viện liên kết với Dick Clark Productions để sản xuất chương trình. Dick Clark và Al Schwartz là nhà sản xuất trong khi Gene Weed làm giám đốc. Dưới sự hướng dẫn của họ, chương trình chuyển sang NBC vào năm 1979, sau đó đến CBS vào năm 1998, và Amazon Prime Video vào năm 2022.
Học viện đã thông qua một phiên bản hiện đại, kiểu dáng đẹp hơn của chiếc cúp "chiếc mũ" vào năm 2003, hiện được thực hiện bởi Công ty Society Awards của Thành phố New York. Năm 2004, tổ chức đã triển khai bình chọn giải thưởng trực tuyến cho các thành viên chuyên nghiệp của mình, trở thành chương trình trao giải trên truyền hình đầu tiên làm như vậy. Giải trí của năm là giải thưởng do người hâm mộ bình chọn trong tám năm, cho đến năm 2016, khi ACM thông báo quyết định từ bỏ bình chọn trên Internet cho nó và ba hạng mục nghệ sĩ mới.

## Quy trình bỏ phiếu
Các thành viên bầu chọn của Học viện Âm nhạc Đồng quê sẽ bầu ra những người được đề cử. Vào năm 2016, sau một cuộc thử nghiệm kéo dài 8 năm nhằm cải thiện mức độ tương tác của người tiêu dùng, ACM đã thông báo quyết định từ bỏ việc bình chọn của người hâm mộ cho Giải nghệ sĩ của năm và ba hạng mục nghệ sĩ mới, do chi phí tham gia và một số rạn nứt đã phát triển giữa các nghệ sĩ. Chương trình đã gây tranh cãi ngay từ đầu và bao gồm việc nhồi nhét khuyến khích bỏ phiếu trên web khét tiếng giữa các giải thưởng cùng loại được trao trong các buổi lễ khác. Kenny Chesney, sau khi giành chiến thắng trong cuộc bình chọn đầu tiên của người hâm mộ cho nghệ sĩ giải trí vào năm 2008, đã chỉ trích quá trình ở hậu trường, phàn nàn rằng thay vì công nhận sự chăm chỉ của các nghệ sĩ, cuộc bình chọn đã chuyển thành một cuộc thi tiếp thị khen thưởng cho mọi người vì "thấy bạn có thể nhấn nút của mọi người khó như thế nào Internet." Ví dụ, người chiến thắng của nghệ sĩ giải trí giờ đây sẽ được bình chọn bởi chính những người đã chọn ra người chiến thắng giọng ca nam hoặc nữ.

## Giải thưởng
Các giải thưởng danh giá nhất dành cho "Nghệ sĩ của thập kỷ" và "Nghệ sĩ giải trí của năm." Có một số giải thưởng khác để công nhận giọng ca nam và nữ, album, video, bài hát và nhạc sĩ. Giải thưởng thường được trao vào tháng 4 hoặc tháng 5 và công nhận thành tích của năm trước.
Dự định
Lễ trao giải Academy of Country Music lần thứ 58 sẽ diễn ra vào ngày 11 tháng 5 năm 2023, tại Trung tâm Ford ở Frisco, Texas.

### Các giải thưởng lớn
| Năm  | Nghệ sĩ giải trí của năm                  | Nam nghệ sĩ của năm | Nữ nghệ sĩ của năm    | Bài hát của năm                                                                                       |
| ---- | ----------------------------------------- | ------------------- | --------------------- | --- |
| 2022 | Miranda Lambert                           | Chris Stapleton     | Carly Pearce          | Jason Nix, Jonathan Singleton, Lainey Wilson – "Things a Man Oughta Know"                             |
| 2021 | Luke Bryan                                | Thomas Rhett        | Maren Morris          | Maren Morris, Jimmy Robbins, Laura Veltz – "The Bones"                                                |
| 2020 | Thomas Rhett (tie) Carrie Underwood (tie) | Luke Combs          | Maren Morris          | Josh Osborne, Matthew Ramsey, Trevor Rosen, Brad Tursi – "One Man Band"                               |
| 2019 | Keith Urban                               | Thomas Rhett        | Kacey Musgraves       | Nicolle Galyon, Jordan Reynolds, Dan Smyers – "Tequila"                                               |
| 2018 | Jason Aldean                              | Chris Stapleton     | Miranda Lambert       | Jack Ingram, Miranda Lambert, Jon Randall – "Tin Man"                                                 |
| 2017 | Jason Aldean                              | Thomas Rhett        | Miranda Lambert       | Sean Douglas, Thomas Rhett, Joe Spargur – "Die a Happy Man"                                           |
| 2016 | Jason Aldean                              | Chris Stapleton     | Miranda Lambert       | Barry Bales, Ronnie Bowman, Chris Stapleton – "Nobody to Blame"                                       |
| 2015 | Luke Bryan                                | Jason Aldean        | Miranda Lambert       | Miranda Lambert, Natalie Hemby, Nicolle Galyon – "Automatic"                                          |
| 2014 | George Strait                             | Jason Aldean        | Miranda Lambert       | Jessi Alexander, Connie Harrington, Jimmy Yeary – "I Drive Your Truck"                                |
| 2013 | Luke Bryan                                | Jason Aldean        | Miranda Lambert       | Miranda Lambert, Blake Shelton – "Over You"                                                           |
| 2012 | Taylor Swift                              | Blake Shelton       | Miranda Lambert       | Lee Brice, Liz Rose – "Crazy Girl"                                                                    |
| 2011 | Taylor Swift                              | Brad Paisley        | Miranda Lambert       | Tom Douglas, Allen Shamblin – "The House That Built Me"                                               |
| 2010 | Carrie Underwood                          | Brad Paisley        | Miranda Lambert       | Dave Haywood, Josh Kear, Charles Kelley, Hillary Scott – "Need You Now"                               |
| 2009 | Carrie Underwood                          | Brad Paisley        | Carrie Underwood      | Jamey Johnson, Lee Thomas Miller, James Otto – "In Color"                                             |
| 2008 | Kenny Chesney                             | Brad Paisley        | Carrie Underwood      | Jennifer Nettles – "Stay"                                                                             |
| 2007 | Kenny Chesney                             | Brad Paisley        | Carrie Underwood      | Bill Anderson, Buddy Cannon, Jamey Johnson – "Give It Away"                                           |
| 2006 | Kenny Chesney                             | Keith Urban         | Sara Evans            | Craig Wiseman, Ronnie Dunn – "Believe"                                                                |
| 2005 | Kenny Chesney                             | Keith Urban         | Gretchen Wilson       | Craig Wiseman, Tim Nichols – "Live Like You Were Dying"                                               |
| 2004 | Toby Keith                                | Toby Keith          | Martina McBride       | Doug Johnson, Kim Williams – "Three Wooden Crosses"                                                   |
| 2003 | Toby Keith                                | Kenny Chesney       | Martina McBride       | Phillip Brian White, David Vincent Williams – "I'm Movin' On"                                         |
| 2002 | Brooks & Dunn                             | Alan Jackson        | Martina McBride       | Alan Jackson – "Where Were You (When the World Stopped Turning)"                                      |
| 2001 | Dixie Chicks                              | Toby Keith          | Faith Hill            | Mark D. Sanders, Tia Sillers – "I Hope You Dance"                                                     |
| 2000 | Shania Twain                              | Tim McGraw          | Faith Hill            | Marv Green, Aimee Mayo – "Amazed"                                                                     |
| 1999 | Garth Brooks                              | Tim McGraw          | Faith Hill            | Steve Wariner, Billy Kirsch – "Holes in the Floor of Heaven"                                          |
| 1998 | Garth Brooks                              | George Strait       | Trisha Yearwood       | Stephony Smith – "It's Your Love"                                                                     |
| 1997 | Brooks & Dunn                             | George Strait       | Patty Loveless        | Bill Mack – "Blue"                                                                                    |
| 1996 | Brooks & Dunn                             | Alan Jackson        | Patty Loveless        | Dickey Lee, Karen Staley, Danny Mayo – "The Keeper of the Stars"                                      |
| 1995 | Reba McEntire                             | Alan Jackson        | Reba McEntire         | Gary Baker, Frank J. Myers – "I Swear"                                                                |
| 1994 | Garth Brooks                              | Vince Gill          | Wynonna Judd          | Victoria Shaw, Chuck Cannon – "I Love the Way You Love Me"                                            |
| 1993 | Garth Brooks                              | Vince Gill          | Mary Chapin Carpenter | Vince Gill, John Barlow Jarvis – "I Still Believe in You"                                             |
| 1992 | Garth Brooks                              | Garth Brooks        | Reba McEntire         | Billy Dean, Richard Leigh – "Somewhere in My Broken Heart"                                            |
| 1991 | Garth Brooks                              | Garth Brooks        | Reba McEntire         | Tony Arata – "The Dance"                                                                              |
| 1990 | George Strait                             | Clint Black         | Kathy Mattea          | Jon Vezner, Don Henry – "Where've You Been"                                                           |
| 1989 | Hank Williams, Jr.                        | George Strait       | K. T. Oslin           | Charles Gene Nelson, Paul Nelson – "Eighteen Wheels and a Dozen Roses"                                |
| 1988 | Hank Williams, Jr.                        | Randy Travis        | Reba McEntire         | Paul Overstreet, Don Schlitz – "Forever and Ever, Amen"                                               |
| 1987 | Hank Williams, Jr.                        | Randy Travis        | Reba McEntire         | Paul Overstreet, Don Schlitz – "On the Other Hand"                                                    |
| 1986 | Alabama                                   | George Strait       | Reba McEntire         | Fred Parris, Mike Reid, Troy Seals – "Lost in the Fifties Tonight"                                    |
| 1985 | Alabama                                   | George Strait       | Reba McEntire         | Harlan Howard, Brent Maher, Sonny Throckmorton – "Why Not Me"                                         |
| 1984 | Alabama                                   | Lee Greenwood       | Janie Fricke          | Larry Henley, Jeff Silbar – "Wind Beneath My Wings"                                                   |
| 1983 | Alabama                                   | Ronnie Milsap       | Sylvia                | Merle Haggard – "Are the Good Times Really Over (I Wish a Buck Was Still Silver)"                     |
| 1982 | Alabama                                   | Merle Haggard       | Barbara Mandrell      | Felice Bryant, Boudleaux Bryant, Larry Collins, Sandy Pinkard – "You're the Reason God Made Oklahoma" |
| 1981 | Barbara Mandrell                          | George Jones        | Dolly Parton          | Bobby Braddock, Curly Putman – "He Stopped Loving Her Today"                                          |
| 1980 | Willie Nelson                             | Larry Gatlin        | Crystal Gayle         | Sonny Throckmorton, Curly Putman – "It's a Cheating Situation"                                        |
| 1979 | Kenny Rogers                              | Kenny Rogers        | Barbara Mandrell      | Randy Goodrum – "You Needed Me"                                                                       |
| 1978 | Dolly Parton                              | Kenny Rogers        | Crystal Gayle         | Roger Bowling, Hal Bynum – "Lucille"                                                                  |
| 1977 | Mickey Gilley                             | Mickey Gilley       | Crystal Gayle         | Baker Knight – "Don't the Girls All Get Prettier at Closing Time"                                     |
| 1976 | Loretta Lynn                              | Conway Twitty       | Loretta Lynn          | Larry Weiss – "Rhinestone Cowboy"                                                                     |
| 1975 | Mac Davis                                 | Merle Haggard       | Loretta Lynn          | Don Wayne – "Country Bumpkin"                                                                         |
| 1974 | Roy Clark                                 | Charlie Rich        | Loretta Lynn          | Kenny O'Dell – "Behind Closed Doors"                                                                  |
| 1973 | Roy Clark                                 | Merle Haggard       | Donna Fargo           | Donna Fargo – "The Happiest Girl In the Whole USA"                                                    |
| 1972 | Freddie Hart                              | Freddie Hart        | Loretta Lynn          | Freddie Hart – "Easy Loving"                                                                          |
| 1971 | Merle Haggard                             | Merle Haggard       | Lynn Anderson         | Kris Kristofferson – "For the Good Times"                                                             |
| 1970 | Not awarded                               | Merle Haggard       | Tammy Wynette         | Not awarded                                                                                           |
| 1969 | Not awarded                               | Glen Campbell       | Cathie Taylor         | Not awarded                                                                                           |
| 1968 | Not awarded                               | Glen Campbell       | Lynn Anderson         | Not awarded                                                                                           |
| 1967 | Not awarded                               | Merle Haggard       | Bonnie Guitar         | Not awarded                                                                                           |
| 1966 | Not awarded                               | Buck Owens          | Bonnie Owens          | Not awarded                                                                                           |

- Nguồn:[3]

## Giải thưởng đặc biệt

### Artist of the Decade
- 2010s: Jason Aldean (trao năm 2019)
- 2000s: George Strait (trao năm 2009)
- 1990s: Garth Brooks (trao năm 1999)
- 1980s: Alabama (trao năm 1989)
- 1970s: Loretta Lynn (trao năm 1979)
- 1960s: Marty Robbins (trao năm 1969)

### Giải Ba Vương Miện
Giải thưởng Triple-Crown là một vinh dự ưu tú chỉ được trao cho bảy nghệ sĩ đồng quê trong lịch sử của Giải thưởng âm nhạc đồng quê của Viện Hàn lâm. Vinh dự phân biệt thành tích của một nghệ sĩ, bộ đôi hoặc nhóm khi nhận được Nghệ sĩ mới (hoặc Giọng ca nam mới, Giọng ca nữ mới, Ca sĩ solo mới, Bộ đôi giọng hát mới, Nhóm giọng ca mới hoặc Bộ đôi giọng hát mới hoặc Nhóm) và Nam/Nữ Ca sĩ chính (hoặc Vocal Duo, Vocal Group, Vocal Duo hoặc Group) và Giải nghệ sĩ của năm. Trong số những người nhận giải sau này, Carrie Underwood đã nhận được nó tại Giải thưởng ACM, while Jason Aldean received his at the Annual ACM Honors. trong khi Jason Aldean nhận được tại Giải thưởng ACM hàng năm. Danh sách sau đây cho biết các nghệ sĩ đã giành được giải thưởng và năm đầu tiên chiến thắng ở mỗi hạng mục được yêu cầu. Ba nghệ sĩ: Miranda Lambert, The Chicks và Keith Urban, đã đạt đến các mốc quan trọng cần thiết để nhận giải thưởng nhưng họ vẫn chưa được trao giải.
| - Kenny Chesney (trao năm 2005) Top New Male Vocalist: 1998 Top Male Vocalist: 2003 Entertainer of the Year: 2005 - Merle Haggard (trao năm 2005) Top New Male Vocalist: 1966 Top Male Vocalist: 1967 Entertainer of the Year: 1971 - Mickey Gilley (trao năm 2005) Top New Male Vocalist: 1975 Top Male Vocalist: 1977 Entertainer of the Year: 1977 - Barbara Mandrell (trao năm 2005) Top New Female Vocalist: 1972 Top Female Vocalist: 1979 Entertainer of the Year: 1981 - Brooks & Dunn (trao năm 2005) Top New Vocal Duet or Group: 1992 Top Vocal Duet: 1992 Entertainer of the Year: 1996 | - Carrie Underwood (trao năm 2010) Top New Female Vocalist: 2006 Top Female Vocalist: 2007 Entertainer of the Year: 2009 - Jason Aldean (trao năm 2016) Top New Male Vocalist: 2006 Top Male Vocalist: 2013 Entertainer of the Year: 2016 - Miranda Lambert (sẽ trao vào năm 2022) Top New Female Vocalist: 2007 Top Female Vocalist: 2010 Entertainer of the Year: 2022 |

## Địa điểm
Giải thưởng âm nhạc đồng quê của Viện hàn lâm ban đầu được tổ chức tại nhiều địa điểm khác nhau ở Greater Los Angeles đến năm 2002. Năm 2003, buổi lễ chuyển đến Las Vegas , lần đầu tiên tại Trung tâm sự kiện Mandalay Bay đến năm 2005 và sau đó là tại MGM Grand Garden Arena từ năm 2006 đến năm 2014 Năm 2015, buổi lễ được tổ chức tại Sân vận động AT&T ở Arlington, Texas, trong khu đô thị Dallas – Fort Worth vào năm 2015 để kỷ niệm 50 năm thành lập. Buổi lễ đã phá kỷ lục Guinness năm đó cho Chương trình trao giải được nhiều người tham dự nhất, với 70.252 người tham dự.
Buổi lễ quay trở lại MGM Grand Garden Arena vào năm 2016, sau đó chuyển đến T-Mobile Arena ở Las Vegas vào năm 2017. Trong năm 2018 và 2019, chương trình một lần nữa được phát sóng từ MGM Grand Garden Arena. Vào năm 2020 và 2021, buổi lễ trực tiếp tại Las Vegas không được tổ chức do đại dịch COVID-19 ; hai buổi lễ được tổ chức tại các địa điểm khác nhau ở Nashville, với các địa điểm chính là Grand Ole Opry House, Thính phòng Ryman và Bluebird Café.
ACM đã xác nhận sự trở lại Las Vegas vào năm 2022, với buổi lễ dự kiến được tổ chức tại Sân vận động Allegiant.

## Phát sóng
Giải thưởng ACM trước đây đã được ABC phát sóng từ năm 1972 đến năm 1978, trên NBC từ năm 1979 đến năm 1997 và CBS từ năm 1998 đến năm 2021. Vào tháng 6 năm 2021, có thông tin rằng CBS sẽ không gia hạn hợp đồng phát sóng buổi lễ, với lý do lượng người xem giảm và yêu cầu từ Dick Clark Productions về một khoản phí bản quyền cao hơn. Công ty mẹ của CBS là ViacomCBS cũng đã chọn ưu tiên Giải thưởng Âm nhạc CMT của riêng mình (do mạng cáp CMT điều hành ) làm đối thủ cạnh tranh, thông báo vào cuối tháng đó rằng nó sẽ được chuyển đến CBS và được tổ chức vào tháng 4 đầu năm 2022. Sau khi có báo cáo rằng ACM đã được chuyển đến các mạng khác như NBC, được thông báo vào ngày 19 tháng 8 năm 2021, buổi lễ đã được mua lại bởi Amazon Prime Video, trở thành một trong những lễ trao giải lớn đầu tiên trên truyền hình Hoa Kỳ chuyển riêng sang video đăng ký theo yêu cầu (SVOD).